# Randori
Randori (jap. 乱取り) – nazwa używana w japońskich sztukach walki do opisu swobodnej formy treningu, czasem z kilkoma atakującymi.
Dokładne znaczenie randori zależy od danej sztuki walki. W judo i Shodokan Aikido przeważnie oznacza sparing, podczas którego partnerzy starają się opierać i kontrować nawzajem swoje techniki. W innych stylach aikido, w szczególności w ramach Aikikai, randori oznacza formę treningu, w której jeden ćwiczący broni się przed szybko następującymi po sobie atakami kilku partnerów lub jak w Aikido Kobayashi nawet jednoczesnymi atakami, nie znając rodzaju ani kolejności ataków. W aikikai ta forma randori nie jest sparingiem. Atakującym nie wolno przeciwstawiać ani kontrować technik broniącego się. W dojo Aikido Kobayashi dozwolone są zazwyczaj wszystkie ataki wykorzystywane w aikido (czyli nie ma specjalnych ograniczeń). Nazwa ta jest używana tylko w dojo aikido poza Japonią. W Japonii ta forma treningu jest nazywana taninzu-gake, co oznacza „wielu atakujących”.
W karate sparing określa się najczęściej słowem kumite (a w pełni wolną walkę – jiyū-kumite), ale w niektórych szkołach używa się również terminu randori w odniesieniu do „pozorowanej walki”, w której obaj ćwiczący poruszają się bardzo szybko, zadając i blokując brutalne ciosy wszystkimi kończynami (uwzględniając łokcie, kolana itd.), a jednocześnie unikając najmniejszego kontaktu. Konieczna w tej formie treningu całkowita kontrola nad ciałem oznacza, że może być ona wykorzystywana tylko na wysokich stopniach zaawansowania.
Randori może być przeciwstawione kata. Oba te typy treningu mogą być względem siebie komplementarne.
Randori jest sposobem na sprawdzenie swojej zdolności do radzenia sobie z różnymi przeciwnikami w tym samym czasie.